# Rhopalurus junceus
Rhopalurus junceaus je štír. Má červené zbarvení a dorůstá 7–11 cm.

## Areál rozšíření
Mimo Kubu se vyskytuje na Haiti a ve Venezuele. Obývá všechny typy lesů od (suchého pobřežního až po deštný horský). Lze jej nalézt pod kameny, padlými stromy a běžně vstupuje do domů (vždy ve velkých městech). Stejně jako zástupci rodu Lychas jej lze nalézt na broméliích.

## Chov
Chov je podobný jako u Centruroides gracilis se kterým se Rhopalurus junceaus vozil z Kuby. Počet mláďat je až 40. Jedovatostí nepatří mezi nebezpečné štíry. Délka života v zajetí se pohybuje mezi 3–6 lety. Tento rod komunikuje pomocí stridulace, což je známo pouze u čeledi veleštírovití.